# Геворгян, Арташес Галустович
Арташес Галустович Геворгян (1894, Эрзурум — 8 июля 1937, Ереван) — деятель армянского национально-освободительного движения. Национальный герой армянского народа, почитается как народный мститель.

## Биография
Младший из сыновей хлебопека Гаспара из Эрзерума. В 1916 году вместе со своим братом Торгомом, вступил в Первый армянский добровольческий полк Андраника и принимал участие во всех его действиях. В августе 1918 года в составе Армянского Отдельного ударного отряда братья вступили в Зангезур. Тогда Андраник вывел из Нахичевана 16 тысяч беженцев.
Член партии «Дашнакцутюн». В 1920 году, переехав на Украину, работал шахтёром на Донбассе. В начале 1922 года по заданию местной ячейки партии «Дашнакцутюн» Арташес отправился в Тифлис.
Один из участников операции «Немезис» (арм. Նեմեսիս գործողություն), акции возмездия партии «Дашнакцутюн» по убийству лидеров Османской империи, причастных к организации Геноцида армян, а также лидеров Азербайджанской Демократической Республики, причастных, по утверждениям организаторов, к резне армян в Баку в 1918 году.
25 июля 1922 года в Тифлисе на улице Петра Великого (ныне — Павла Ингороквы) прямо у дверей ЧК, вместе с Петросом Тер-Погосяном, совершил покушение на одного из главных виновников геноцида армян Ахмеда Джемаль-пашу, в результате которой бывший министр военно-морских сил Османской империи был убит.
С 1924 года жил в Ереване, работал в советских учреждениях. В марте 1925 года в заброшенном селении в ущелье Мисхана, входившем в Нижне-Ахтинский (Разданский) район Ереванского уезда, вместе с однодумцами основал первую в Армении коммуну «Кармир овит» («Красная долина») и стал председателем её правления. Позже, был переведён в райцентр инспектором по пчеловодству.
В 1936 году был арестован, обвинён «в активной борьбе против партии и власти, участии в контрреволюционной организации, подготовительной работе по совершению террористических актов». Приговорён к расстрелу. 8 июля 1937 года — приговор приведён в исполнение.
Посмертно реабилитирован.